# PDF의 역사
PDF의 역사에 대한 내용이다.
PDF(Portable Document Format)는 어도비 시스템즈에서 만들어졌으며 1993년 1월 윈도우 및 OS/2 컨퍼런스에서 소개되었으며 2008년 공개 표준으로 출시될 때까지 독점 형식으로 유지되었다. 그 이후에는 자원봉사 업계 전문가들로 구성된 국제표준화기구(ISO) 위원회의 통제를 받는다.
PDF는 상호 호환되는 응용 소프트웨어에 액세스할 수 없는 서로 다른 플랫폼의 컴퓨터 사용자 간에 텍스트 서식 및 인라인 이미지를 포함한 문서를 공유하기 위해 개발되었다. 어도비의 공동 창립자인 존 워녹이 이끄는 Camelot이라는 연구 개발 팀에 의해 만들어졌다. PDF는 DjVu, Envoy, Common Ground Digital Paper, Farallon Replica 및 어도비 자체 포스트스크립트 형식과 같은 여러 경쟁 형식 중 하나였다. 월드 와이드 웹과 HTML 문서가 등장하기 전 초기에는 PDF가 주로 데스크탑 출판 작업 흐름에서 널리 사용되었다.
형식 역사 초기에 PDF의 채택은 느렸다. 실제로 어도비 이사회는 형식에 대한 수요가 거의 없다고 판단하여 형식 개발을 취소하려고 시도했다. PDF 파일을 읽고 생성하기 위한 어도비 제품군인 어도비 어크로뱃은 무료로 사용할 수 없었다. PDF의 초기 버전은 외부 하이퍼링크를 지원하지 않아 인터넷에서의 유용성이 떨어졌다. 일반 텍스트에 비해 PDF 문서의 크기가 더 크기 때문에 당시 일반적으로 사용되던 느린 모뎀에 비해 다운로드 시간이 더 길어졌다. 그리고 당시 성능이 떨어지는 컴퓨터에서는 PDF 파일 렌더링이 느렸다.
어도비는 버전 2.0부터 어도비 리더(현 어크로뱃 리더) 프로그램을 무료로 배포하고 원본 PDF를 계속 지원하여 최종적으로 고정 형식 전자 문서의 사실상 표준이 되었다.
2008년 어도비 시스템즈의 PDF 레퍼런스 1.7은 ISO 32000:1:2008이 되었다. 그 후 PDF(PDF 2.0 포함)의 추가 개발은 어도비 시스템즈 및 기타 분야 전문가의 참여로 ISO의 TC 171 SC 2 WG 8에서 수행된다.